# I-17 (sous-marin)
Pour les articles homonymes, voir I17.
Le I-17 est un sous-marin japonais de type B (乙型（伊十五型)）ayant servi durant la Seconde Guerre mondiale dans la Marine impériale japonaise. 

## Construction
Construit par l'Arsenal naval de Yokosuka au Japon, le I-17 a été mis sur cale le 28 août 1937. Il a été lancé le 11 novembre 1938 et a été achevé et mis en service le 31 janvier 1941.

## Description
Le I-17, pesant près de 2 600 tonnes en surface, était capable de plonger à 100 m, puis de se déplacer à une vitesse maximale de 8 nœuds, avec une autonomie de 96 milles nautiques à une vitesse réduite de 3 nœuds. En surface, sa portée était de 14 000 milles nautiques, développant une vitesse maximale de 23,6 nœuds. Il transportait un hydravion de reconnaissance biplace Yokosuka E14Y (connu des Alliés sous le nom de Glen), stocké dans un hangar hydrodynamique à la base de la tour de navigation (kiosque).

## Histoire de service

### Pearl Harbor
Lors de l'attaque de Pearl Harbor le 7 décembre 1941, le I-17 patrouillait au nord d'Oahu. Sa mission était de reconnaître et d'engager tout navire qui tenterait de sortir de Pearl Harbor. Après l'attaque de Pearl Harbor, le I-17 se rendit à une station de patrouille au large du cap Mendocino. Le SS Emidio, pétrolier de 6 912 tonneaux de General Petroleum, naviguait sur lest depuis Seattle, Etat de Washington, en route vers San Pedro, Californie. Le I-17 a touché le pétrolier avec cinq obus de 14 centimètres (5,5 pouces) en début d'après-midi du 20 décembre 1941. Le pétrolier était en vue de la terre et les survivants ont atteint le bateau-phare Blunt Reef dans des canots de sauvetage. Le pétrolier a dérivé vers le nord sur des rochers au large de Crescent City, en Californie, où l'épave est restée jusqu'à ce qu'elle soit mise à la ferraille en 1959. Un bombardement prévu des villes côtières américaines la veille de Noël 1941 fut annulé en raison de la fréquence des patrouilles aériennes et de surface sur les côtes.

### Bombardement du continent américain
Dans la nuit du 19 février 1942, le I-17 débarqua secrètement à Point Loma, San Diego, pour déterminer sa position après être arrivé de l'atoll de Kwajalein, puis se dirigea vers le nord le long de la côte de Californie. Le 23 février, le I-17 acquit une certaine notoriété en tant que premier navire de l'Axe à bombarder le continent américain lors d'un incident connu sous le nom de Bombardement d'Ellwood. Quelques minutes après 19 heures, il a fait surface à quelques centaines de mètres d'une plage située à 16 km à l'ouest de Santa Barbara, en Californie, dans le champ pétrolifère d'Ellwood. En 20 minutes, il a tiré 17 obus de son canon de 14 cm sur les réservoirs géants de stockage de carburant d'aviation Richfield sur le sommet de la falaise derrière la plage. Les tirs étaient pour la plupart disparates, l'un d'entre eux ayant atterri à plus d'un kilomètre à l'intérieur des terres. L'obus le plus proche a explosé dans un champ à 27 m de l'un des réservoirs. Le bombardement n'a causé que des dommages mineurs à une jetée et à une station de pompage, mais la nouvelle du bombardement a déclenché une alerte "d'invasion" le long de la côte ouest,.
La nuit suivante, les défenses anti-aériennes de Los Angeles ont tiré en réponse à une invasion imaginaire (qui sera plus tard connue sous le nom de Bataille de Los Angeles. Au cours d'une fusillade de 30 minutes, les canons ont lancé 1 440 cartouches de 3 pouces (76 mm) et de 37 mm dans le ciel nocturne sur un avion supposé ennemi, et une dizaine de tonnes d'éclats d'obus et de munitions non explosées se sont retournées contre la ville.

### Les îles Aléoutiennes et Guadalcanal
Au début du mois de juin 1942, le I-17 a participé aux premières étapes de la campagne des îles Aléoutiennes.
En novembre 1942, le canon de pont de 14 cm du I-17 a été retiré et il s'est mis en route pour Guadalcanal pour la première de ses nombreuses missions de ravitaillement.

### Bataille de la mer de Bismarck
Le 2 mars 1943, lors de la bataille de la mer de Bismarck, un convoi japonais transportant des troupes à Lae fut bombardé et mitraillé par des avions de l'USAAF et de la RAAF pendant trois jours successifs. Les huit navires de transport et cargos du convoi et quatre des huit destroyers d'escorte ont été coulés. Les Japonais dans les canots de sauvetage, les radeaux et dans l'eau ont été mitraillés par des avions et des PT boats. Le I-17 fut dirigé vers la zone.
Le 5 mars, deux PT boats, le PT-143 et le PT-150, ont découvert le I-17 avec trois canots de sauvetage remplis de survivants de la bataille de la mer de Bismarck. Le sous-marin les prenait à bord. Le I-17 s'est immergé alors que les PT boats tiraient des torpilles sur lui. Les PT boats ont ensuite coulé les canots de sauvetage avec des tirs de mitrailleuses et des grenades sous-marines. Plusieurs heures plus tard, le I-17 a refait surface et a récupéré 33 soldats survivants.
Le jour suivant, le I-17 a sauvé 118 autres soldats et quatre marins. Il a ensuite navigué jusqu'à Lae et a débarqué ses 155 passagers,.

### Torpillage duStanvac Manila
Le 24 mai 1943, à 160 km au sud de Nouméa (coordonnées géographique23° 45′ S, 166° 30′ E), le I-17 aperçoit le pétrolier Stanvac Manila, de 10 169 tonneaux, battant pavillon panaméen. Le pétrolier avait à son bord six PT boats comme cargaison. À 4h07, la torpille du I-17 a touché le pétrolier, inondant le moteur et la salle des pompiers et désactivant toute l'alimentation électrique et les communications. À 12h05, le Stanvac Manila a coulé, emportant avec lui les PT-165 et PT-173. Vers 13h00, le destroyer USS Preble est arrivé et a remorqué trois des PT boats survivants, les PT-167, PT-171 et PT-174 à Nouméa. Le dernier bateau, le PT-172 s'est rendu à Nouméa par ses propres moyens. Une vie a été perdue.

### Perte
Le 19 août 1943, à 40 miles (64 km) au sud-est de Nouméa, l'hydravion Glen du I-17 fit une reconnaissance et repéra un convoi qui venait de quitter le port. Après avoir rangé l'avion, le I-17 s'est mis à la poursuite du convoi. Le chalutier armé néo-zélandais HMNZS Tui, qui escortait le convoi, a détecté un contact sous-marin. Il a effectué une première passe sans utiliser de grenades sous-marines, une deuxième passe en larguant deux grenades sous-marines et une troisième passe en lançant deux autres grenades sous-marines. Puis le Tui a perdu le contact avec le I-17.
Les hydravions Vought OS2U Kingfisher de l'US Scouting Squadron VS-57 (escadron de reconnaissance américain VS-57), en provenance de Nouvelle-Calédonie, se sont joints à la recherche et l'un de ces avions a indiqué que le Tui devait enquêter sur la fumée à l'horizon. Le sous-marin a été repéré à la surface et le Tui a ouvert le feu à portée maximale, marquant un et peut-être deux impacts. Les deux obus ont explosé à l'avant de son périscope, le I-17 a été gravement endommagé, et a glissé sous les vagues, laissant une traînée de bulles d'air et d'huile marquant sa trajectoire.
Le I-17 a fait surface rapidement cinq minutes plus tard avec la proue qui sortait à un angle aigu. L'hydravion a brièvement mitraillé le pont du grand sous-marin, empêchant l'équipage du sous-marin d'utiliser son canon de pont, et lorsque les marins du I-17 ont finalement atteint leur poste de tir, ils ont tiré dans le ciel avec des tirs anti-aériens.
Les Kingfishers ont ensuite largué d'autres grenades sous-marines, puis le sous-marin a coulé à la position géographique de 23° 26′ S, 166° 50′ E. Le naufrage du I-17 a tué 91 de ses marins. Le Tui a sauvé six survivants, qui ont déclaré que les attaques du Tui avec des grenades sous-marines avaient endommagé le I-17 et l'avaient forcé à remonter à la surface, et que les grenades sous-marines des Kingfishers l'avaient finalement coulé.